# Друкований аркуш-відбиток
Друкований аркуш-відбиток (а/відб, листовідбиток) — одиниця вимірювання кількості друку.

## Облікова одиниця

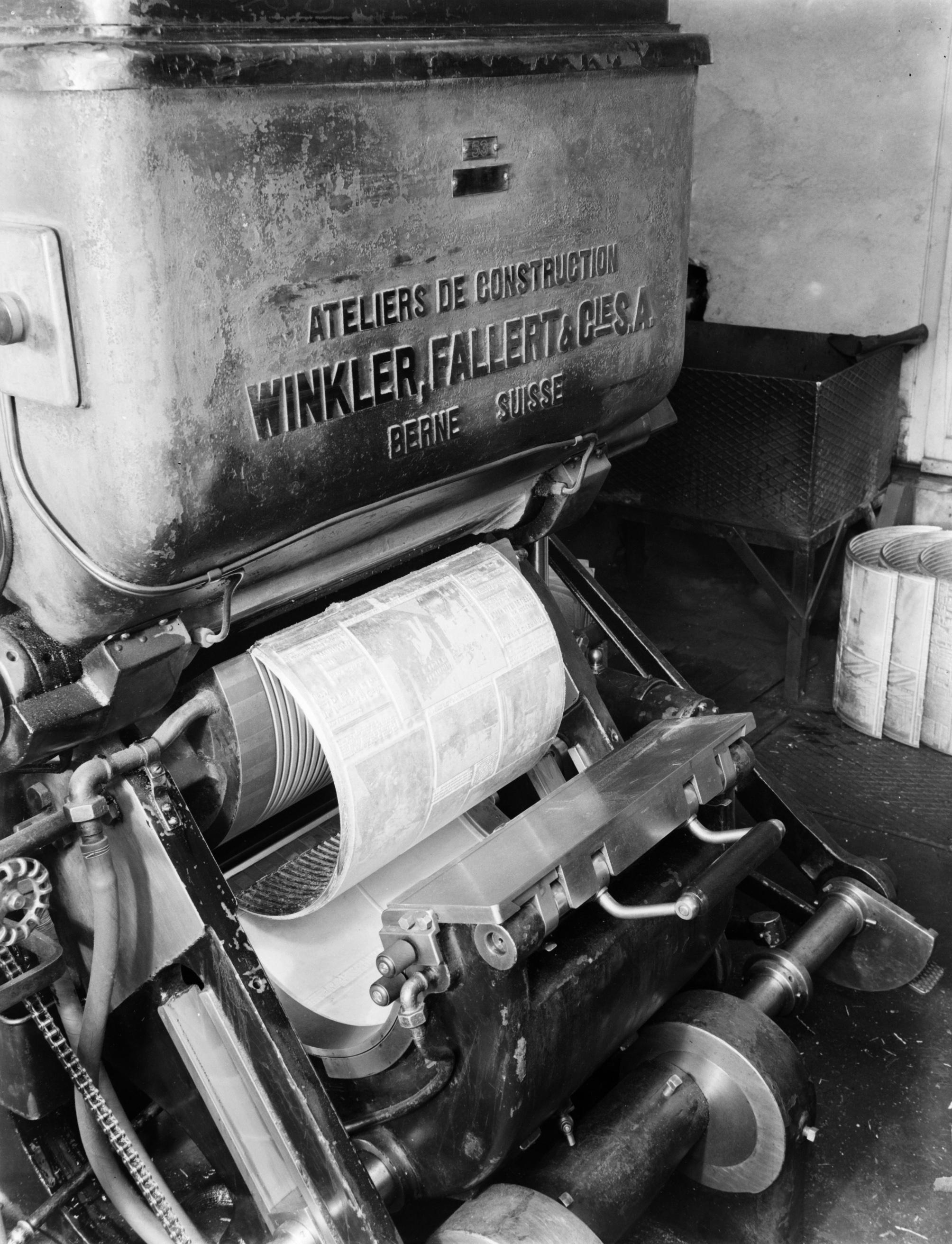
Друк

За облікову одиницю друкованого аркуша-відбитка прийнято відбиток, надрукований однією фарбою на одній стороні паперового аркуша форматом 60×90 см.
Аркушо-відбитки, надруковані на папері інших форматів, наводяться до облікової одиниці листо-відбитка шляхом множення їх кількості на коефіцієнт, що дорівнює відношенню площі аркуша даного формату до площі аркуша формату 60×90 см.
При друкуванні на тигельних та малоформатних плоскодрукарських машинах видань формату до 27х35 см їх приводять до формату 60х90 см за коефіцієнтом 0,17 незалежно від фактичного формату паперу; під час друку видань більшого формату переведення в облікові одиниці проводиться, звадаючи на фактичний формат паперу.

## Розрахунок загальної кількості
Загальна кількість облікових листів у виданні (Х л/відт ) визначається множенням обсягу в облікових друкованих аркушах на тираж видання:
```
Х 
л/відт
 = VП * Т,
```

де Т — тираж видання.